# Mongomo
Mongomo is een stad in het continentale deel van Equatoriaal-Guinea. Het is de hoofdstad van de provincie Wele-Nzas; de gemeente (Spaans: municipio) telt 53.510 inwoners (2001). Het ligt aan de oostelijke grens met Gabon.
Zowel president Francisco Macías Nguema als president Teodoro Obiang Nguema Mbasogo komen uit het gebied rond Mongomo, waardoor de uitdrukking Mongomo-clan in het land staat voor zoiets als regeringskliek.